# キングス・コンソート
キングス・コンソート（The King's Consort）は、1980年に設立されたイギリスの古楽演奏団体。指揮者はロバート・キング。モンテヴェルディ、パーセル、ヴィヴァルディ、バッハ、ヘンデルの宗教曲やオラトリオなどを得意とする。ジョージ2世の戴冠式の模様を再現した録音や、ヘンデルの『王宮の花火の音楽』のオリジナル版を古楽器で初めて演奏するなど、意欲的に活動している。2007年にはキングが淫行事件により逮捕されたためその存続が危ぶまれたが、チェンバロ奏者のマシュー・ホールズが音楽監督を継承することとなった。
英ハイペリオン・レコードに録音多数。